# Meierhöf
Meierhöf ist eine Streusiedlung in der Gemeinde Hartberg Umgebung im Bezirk Hartberg-Fürstenfeld in der Steiermark.

## Geografie
Der zur Ortschaft Flattendorf zählende und nördlich davon situierte Ort liegt in einer nach Südwesten exponierten Lage.

## Geschichte
In Folge der Theresianischen Reformen wurde der Ort dem Grazer Kreis unterstellt und nach dem Umbruch 1848 war er bis 1867 dem Amtsbezirk Hartberg zugeteilt.